# 古宇田武郎
古宇田 武郎（こうだ たけろう、1891年（明治24年）5月15日 - 1982年（昭和57年）3月23日）は、日本の海軍軍人。最終階級は少将。太平洋戦争において第一潜水戦隊司令官として、キスカ島撤退作戦などを戦った。

## 経歴

### 大正期
古宇田は大分県出身で海兵41期生である。海軍兵学校および陸軍士官学校（第25期）を受験し、双方に合格している。1913年（大正2年）12月、118名中53番で海軍兵学校を卒業した。初級士官時代に第一次世界大戦に出征し、遣米枝隊（森山慶三郎司令官）に属して北米の通商保護に従事した。
大尉進級とともに海軍水雷学校高等科へ入校。海兵同期からはともに潜水艦部隊の司令官として太平洋戦争を戦う山崎重暉、原田覚（前掲写真古宇田の後ろ）も入校し、首席はルンガ沖夜戦を戦った田中頼三であった。
一年にわたる教育を受けた後「松」乗り組みを経て、「24潜」 艤装員、同乗組みとなり潜水艦生活が始まる。「24潜」時代の艦長は高木武雄、潜水艦長心得の古宇田を指導したのは福田良三と後年の司令長官たちであった。1926年（大正15年）12月、少佐に進級。

### 昭和初期
少佐時代の5年間は4隻の潜水艦長を歴任する。「伊4」で最後の潜水艦長を務めるが、在任中に同期生の草刈英治（前掲写真、古宇田の隣）が自決した。古宇田は草刈の妻に書簡を寄せて激励している。書簡には自決の真意が自分の想像通りであり、「小生如き死機を失したる者は、今後増々奮励以つて兄（草刈）の真意に添はん事を期し居り候」とある。
1931年（昭和6年）12月、中佐に進級し、艦政本部第五部員兼海軍省教育局第二課に配置された。艦政本部第五部は潜水艦を扱う部署であり、部員は軍政を預かる海軍省の方針と艦政本部の意向が齟齬をきたさぬよう、必要に応じて教育局員を兼務する措置が採られていた。古宇田は海軍中央において潜水艦建造と潜水艦乗員教育を3年にわたって担当する。その後は第十三潜水隊、第十二潜水隊、第二十潜水隊で司令を務める。

### 昭和中期

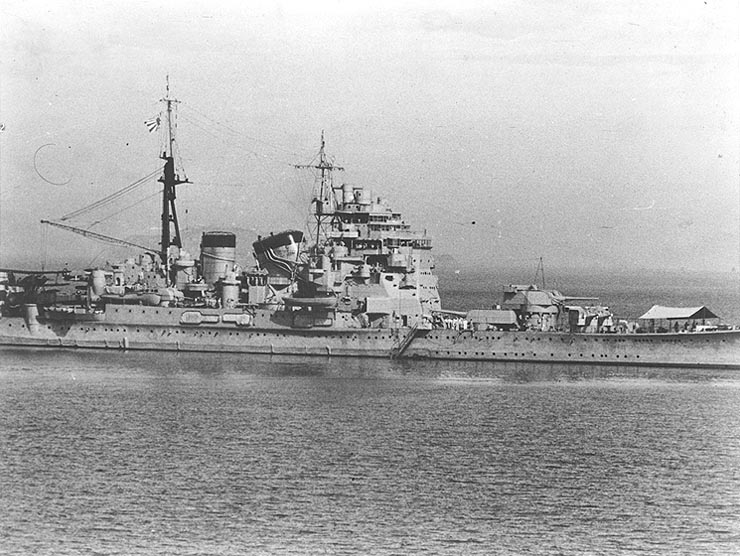
艦長を務めた鳥海（1938年）。旗艦艦長は司令部の相談役の役割も担っていた。

1937年（昭和12年）12月、大佐に進級し、「迅鯨」艦長に補された。「迅鯨」は第一艦隊に所属する第一潜水戦隊の旗艦として行動した。翌年9月に日中戦争において中国沿岸封鎖に従事していた第五艦隊に転属となり、広東に新設された第二根拠地隊に配される。3月後に「迅鯨」は予備艦となり、古宇田は横須賀警備戦隊所属の「夕張」艦長に転じ、5日間のみ「鳴戸」艦長を兼務した。次いで補されたのが重巡洋艦「鳥海」艦長職である。「鳥海」は高須四郎が座乗する第二遣支艦隊の旗艦で、北部仏印進駐に従事する。司令部の参謀に大井篤がいた。高須司令部は陸軍の一部が主導した武力進駐に反対し、護衛部隊撤収を命じたが、陸軍単独での武力進駐が実施された。1940年（昭和15年）11月、佐世保港務部長に移り、太平洋戦争開戦を迎える。在任中は徴用船舶の運航管理などを行った。

### 太平洋戦争

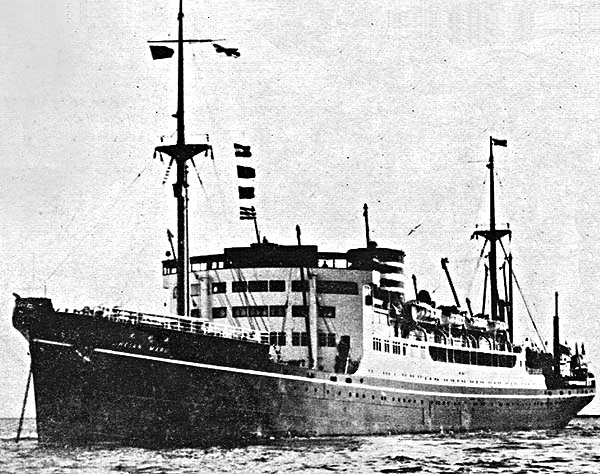
古宇田の座乗した第一潜水戦隊旗艦平安丸（1937年）

1942年（昭和17年）5月、上海港務部長兼上海航路部長に移り、11月少将へ昇進した。翌1943年（昭和18年）3月、海軍潜水艦部隊の精鋭で構成される第一潜水戦隊の司令官に就任し、前線に出征した。指揮下の艦長は古宇田にとって同郷の後輩でもあった木梨鷹一や田上明次、原田毫衛ら日本海軍を代表する者たちであった。すでにガダルカナル撤退が実施され戦況は不利な状況になっていたが、古宇田が率いる第一潜水戦隊は南太平洋における米国の補給線遮断を命じられた。麾下4隻の潜水艦は6月までに3隻（計35000t）を撃沈し、1隻（7100t）を撃破した。この時期の日本海軍潜水艦部隊は駒沢克巳率いる第三潜水戦隊も補給線遮断に従って戦果を挙げ、また第七潜水戦隊を率いる原田覚が南東潜水部隊指揮官として米国の増援部隊遮断や輸送作戦を行っていた。
9月、第一潜水戦隊司令部は第十七師団を上海からラバウルに輸送するT2号輸送の実施を命じられる。参謀に横田稔が就任し、古宇田は旗艦「平安丸」にあって指揮を執り、人員5940名、軍需品6800立方メートルの輸送に成功する。作戦期間は9月24日から10月5日で、護衛部隊は特設艦4隻、駆逐艦3隻であった。横田は「じつにうまくいきましてね」と回顧している。

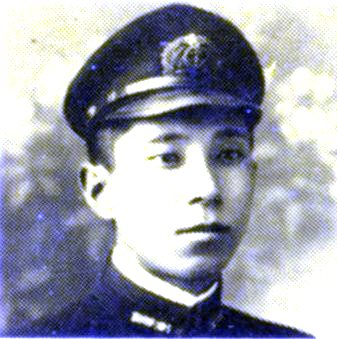
キスカ島撤退作戦に参じた稲葉通宗。古宇田は「おお、やって来たな。ご苦労、ご苦労」と温かく出迎えた。

1943年5月、アッツ島の戦いが始まり、第一潜水戦隊は北方部隊に編入となる。アッツ島守備隊（山崎保代部隊長）は激戦を演じたが全滅し、5月29日、大本営よりキスカ島からの撤退が指示された。キスカ島撤退作戦は古宇田の同期生である木村昌福の指揮の下で奇跡の作戦といわれた成功を収めるが、艦船部隊による撤退作戦に先んじて、まず潜水艦部隊による撤退が図られた。古宇田は6月2日に幌延に進出し、麾下15隻の潜水艦を以て作戦を実施した。潜水艦1隻あたりに収容できる人数は最大でも100人に対し、救出を待つキスカ島守備隊は約5,600人であり、守備隊に対しては食料補給の必要もあった。古宇田率いる潜水艦部隊は5月27日に「伊7」による60名救出を手始めに作戦を開始した。しかし米軍はすでにレーダーを用いた航空機、艦船による警戒、攻撃を実施しており、濃霧が発生するキスカ島付近での作戦は困難であった。軍令部で潜水艦を担当していた井浦祥二郎は、「縁の下の力持ちなどという生やさしいものではなく、実に忍苦忍従の限り」 とこの作戦の困難を回顧した。6月11日には潜水艦が霧の中で砲撃を受け、キスカ島に向かった潜水艦は6月13日、14日に各1隻が消息不明（のち撃沈と判明）となった。戦没した潜水艦長は花房博志ら練達の者たちであったが、古宇田の司令部はレーダーが原因であろうと考えていた。日本側は充電や、揚陸のために潜水艦を浮上させねばならなかったが、霧に妨げられ視界は100mほどなのに対し、米軍はレーダーで捕捉し一方的に攻撃することが可能であった。北方潜水艦部隊指揮官である古宇田は作戦従事中の潜水艦に待機命令を発し、各潜水艦は一日は待機したが、キスカ島からの撤退は時間的に余裕がある段階ではなく、古宇田は作戦続行を指示する。しかしキスカ島に到達した「伊7」が濃霧の中の砲撃で潜航不能に陥り、翌日には再度の砲撃により艦放棄に至る損害を受けた。この事態に古宇田は各潜水艦に帰投命令を発したが、「伊36」のみは潜水艦長に一任とした。同艦長は数々の戦果を挙げていた稲葉通宗であり、「尺取り虫航法」によってキスカ島付近まで進出していた稲葉は機会を窺ったが、突入することはできなかった。守備部隊の撤収は果たせなかったものの、古宇田の指揮下にあった潜水艦部隊は、人員872名（820名とも）の撤収と、物件231tの揚陸に成功し、木村が指揮した第一水雷戦隊を基幹とする撤退作戦の際は、各地で哨戒配備に就いた。戦後防衛庁で戦史編纂を行った坂本金美（海兵61期、潜水艦専門）は、この作戦につき「わが潜水艦はほとんど霧中の作戦であった。レーダーを持たないことが致命的な欠陥であった」と評している。
その後の古宇田は南方に復帰し、先遣部隊の潜水艦訓練などに従事。1944年（昭和19年）1月、軍令部出仕に変わり、呉海軍工廠潜水艦部長在任中に終戦を迎えた。
1947年（昭和22年）11月28日、公職追放仮指定を受けた。

## 潜水艦関係の補職
大尉時代
- 第24潜水艦艤装員、同乗組
- 第35潜水艦乗組
- 第16潜水艦長兼第10潜水艦長
- 呂53潜水艦長
- 呂23潜水艦長
- 呂64潜水艦長
- その他2隻の潜水艦長心得、潜水学校教官

少佐時代
- 呂29潜水艦長
- 伊56潜水艦艤装員長、同艦長
- 伊51潜水艦長
- 伊4潜水艦長（第八潜水隊所属）